# 退休模拟器
《退休模拟器》是重思游戏开发、心动网络发行的养成游戏，于2022年4月在Steam发行抢先体验版。

## 游戏内容
退休模拟器以角色养成、roguelike、卡牌策略和文字冒险为游戏类型，游戏引擎为Unity，画面和人物风格采用香港漫画的卡通画风。玩家扮演山水省重思市国有企业“和平钢铁厂”的退休员工房爱菊，体验精彩奔放的退休生活。玩家角色以旅行家、网红、传武大师作为生活目标，选择自己喜欢的生活方式，如看孩子、遛狗、爬山、打太极、骑摩托、广场舞、书画大赛、与新伴侣发展爱情，还会出现就医、赡养老人、儿女教育、空巢、推销诈骗、邻居的碰瓷和无赖等与老人相关的随机事件，玩家需要选择如何解决。玩家角色有健康、心理、智力、魅力等属性，玩家可以通过提升属性来解决问题，如遇上传销陷阱，智力够高可戳穿骗术，反之则会中招。
游戏中有许多不同的角色与玩家进行互动，每个人都有专属的故事情节，人物的健康值、体力值、心理健康值的变化会影响这些角色的行动方式。游戏中有卡牌系统，卡牌数超过100张以上，每张卡牌都拥有独特属性且贴合生活（如“说教”会造成对方5点心理伤害），随着游戏进度推进会在各种事件中解锁卡牌，当玩家遇到重大剧情事件时，需要用收集的卡牌来进行战斗。玩家角色和敌人都采用“双HP”机制，分别为健康值和心态值，被打空任意一条HP值即为战败。

## 开发
本作的游戏设计师城堡称，在2018年，因为外婆病重，所以回家两个月陪伴老人，在家很多时候比较清闲，期间和家里的各种老人经常接触，观察很多老年人（包括父母和亲戚们）的日常生活，对退休生活产生感同身受的情绪。随着外婆去世，城堡有制作一款描绘老年人退休生活游戏的想法。城堡认为老年人的生活并不是清闲无忧，现代互联网社会有许多陷阱针对老年人，年轻人和老年人之间的代沟是个社会问题，通过游戏可以给年轻玩家提供一个和老年人换位思考的平台。“城堡”在完成游戏构想后，与熟识的主程序员“潜水艇”商议后决定成立重思游戏。本作是重思游戏的第一款作品，游戏发售时开发团队共有6人。
城堡称，游戏开始的设计构想是老年人生活的简单日常安排，但感觉这样的设计缺乏特色，也曾考虑小游戏合集、家庭管理等玩法，但最后选择使用卡牌玩法，卡牌在设计上的多样性和丰富的表现空间适合用来表现老年人独特生活习惯和行为，也容易让玩家接受。开发团队认为本作不应该像其它模拟器类游戏只注重玩法堆彻而忽略剧情，于是游戏的开发路线明确为“主线剧情+个人社区养成”，游戏的主线比较明显，为“老人钉子户一起抱团与邪恶资本势力斗争，努力维护自己的记忆故土”。

## 发行
2020年1月，城堡宣布正在制作本作，同月本作在摩点网开启众筹。5月，心动网络宣布代理发行本作，心动网络表示游戏登陆Steam平台，后续会推出手机版。2021年4月，游戏发布实机演示视频，展示游戏具体玩法，游戏为买断制单机游戏，后续将推出安卓版（TapTap独占）、iOS版、SteamPC版，考虑开发Mac版。2022年4月19日，游戏上架Steam平台。4月20日，游戏在Steam平台上线抢先体验，首周打折10%，支持简体中文。4月21日，游戏发布抢先体验的更新计划，开发组计划在2023年推出免费可下载内容《富壕心愿线》，正式版将于2023年下半年推出，正式版会加入女性主角与NPC恋爱的玩法。

## 评价与争议
游戏在抢先体验版推出首日，在Steam上获得了80％左右的好评，两日后变成多半差评。游戏推出初期在部分社交平台获得来自女性玩家的负面评价，评价主要集中在“女性角色立绘过于浮夸”和男主角和多个女性角色的互动“过于油腻”。4月21日，制作人城堡在豆瓣群组发帖，向女性玩家道歉，承诺对游戏少数傲慢、轻佻、低级趣味的内容进行修改，并宣布推出将女性主角剧情线。同日游戏更新0.6.1版本，修改部分立绘并删除了部分涉及女性的剧情。修改事件引起了男女性别对立的话题，部分男性玩家对作品发起了差评轰炸，导致游戏在Steam评价急速下降。
游戏媒体对游戏的剧情和角色设计有正面的评价，触乐编辑酱油妹表示游戏大部分非玩家角色都有丰富的故事设定，这些角色的原型源于生活，能引起玩家「与这些可爱的角色们产生共情」。游民星空评论员奕剑者柴王认为游戏中有大量玩梗，「会让人在不知不觉中积累代入感」。游戏对角色描述十分丰富，「勾勒出了一个相当立体的小区人物群像」。